# Peter H. Dominick

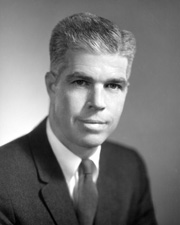
Peter H. Dominick

Peter Hoyt Dominick (* 7. Juli 1915 in Stamford, Connecticut; † 18. März 1981 in Hobe Sound, Florida) war ein US-amerikanischer Politiker (Republikanische Partei), der den Bundesstaat Colorado in beiden Kammern des Kongresses vertrat.

## Leben
Peter Dominick machte 1933 seinen Abschluss an der St. Mark's School in Southborough und graduierte 1937 an der Yale University, wo er Mitglied der Studentenverbindung Scroll and Key war. 1940 legte er an der juristischen Fakultät von Yale sein Anwaltsexamen ab, woraufhin er zunächst in New York praktizierte. Im Jahr 1942 trat er dem United States Army Air Corps bei und diente als Flugkadett. Beim Kriegsende 1945 hatte er den Rang eines Captain erreicht. Nach seinem Abschied vom Militär kehrte er für kurze Zeit nach New York zurück, ehe er sich 1946 als Anwalt in Denver niederließ.
Seine politische Laufbahn begann 1957 mit der Mitgliedschaft im Repräsentantenhaus von Colorado, dem er bis 1961 angehörte. In diesem Jahr zog er ins US-Repräsentantenhaus in Washington, D.C. ein, wobei es ihm bei der Wahl gelang, den demokratischen Amtsinhaber Byron L. Johnson zu besiegen. Nach nur einer Legislaturperiode bewarb sich Dominick 1962 um einen Sitz im Senat der Vereinigten Staaten und war erneut erfolgreich; auch hier war mit John A. Carroll sein Gegner aus dem Amt heraus in die Wahl gegangen. Als Senator trat Dominick in die Fußstapfen seines Onkels Howard Alexander Smith, der von 1944 bis 1959 für New Jersey in dieser Parlamentskammer gesessen hatte.
Dominick wurde 1968 von dem ehemaligen Gouverneur Stephen McNichols herausgefordert, den er aber mit einem Stimmenanteil von 58,6 Prozent deutlich besiegte. Danach war er von 1971 bis 1973 unter anderem Vorsitzender des National Republican Senatorial Committee. 1974 stellte er sich ein drittes Mal zur Wahl, unterlag aber diesmal im nationalen Trend dem Demokraten Gary Hart, wobei Dominick nur auf 39,5 Prozent der Stimmen kam.
Nach seinem Ausscheiden aus dem Senat wurde Dominick von US-Präsident Gerald Ford zum Botschafter der Vereinigten Staaten in der Schweiz ernannt. Dieses Amt übte er als Nachfolger von Shelby Cullom Davis aber nur vom 25. April bis zum 10. Juli 1975 aus; danach setzte er sich im Cherry Hills Village zur Ruhe.